# Eduard Spranger
Eduard Spranger (n. 27 iunie 1882, Groß-Lichterfelde⁠(d), Regatul Prusiei, Imperiul German – d. 17 septembrie 1963, Tübingen, Republica Federală Germania, Germania) a fost un teoretician, filozof, educator și psiholog german. A contribuit la consolidarea pedagogiei ca disciplină academică. A fost preocupat de psihologia adolescenței și de pedagogia culturale și a promovat o direcție de cercetare numită psihologia înțelegerii.

## Biografie
A studiat filozofia la Berlin sub îndrumarea lui Wilhelm Dilthey, Otto Hintze, Friedrich Paulsen și Erich Schmidt. A obținut titlul de doctor în filozofie în 1905 cu teza Die Grundlagen der Geschichtswissenschaft elaborată sub conducerea profesorului Paulsen. După absolvirea studiilor superioare, a devenit profesor la Universitatea din Berlin.
A fost profesor la Universitatea din Leipzig (1911), decan al Facultății de Filosofie din cadrul Universității din Berlin și consilier al ministrului prusac al culturii, Carl Henry Becker, lucrând la elaborarea reformei învățământului superior din Germania. În perioada 1936-1937 a ținut prelegeri în Japonia.
Inițial a privit pozitiv politica lui Hitler. Cu toate acestea, s-a declarat împotriva acțiunilor antievreiești inițiate de organizațiile studențești. După 1933 s-a încercat înlăturarea sa din funcția de profesor, dar a reușit să rămână la universitate. Văzând adevărata față a nazismului, el s-a apropiat de mediul democratic. În 1943 autoritățile au închis revista Die Erziehung. După atentatul asupra lui Hitler a fost arestat, fiind eliberat după zece săptămâni datorită intervenției ambasadorului japonez.
După cel de-al Doilea Război Mondial a lucrat la Universitatea din Tübingen. El a fost vicepreședinte al Deutsche Forschungsgemeinschaft și membru al multor societăți academice. A primit numeroase premii științifice.

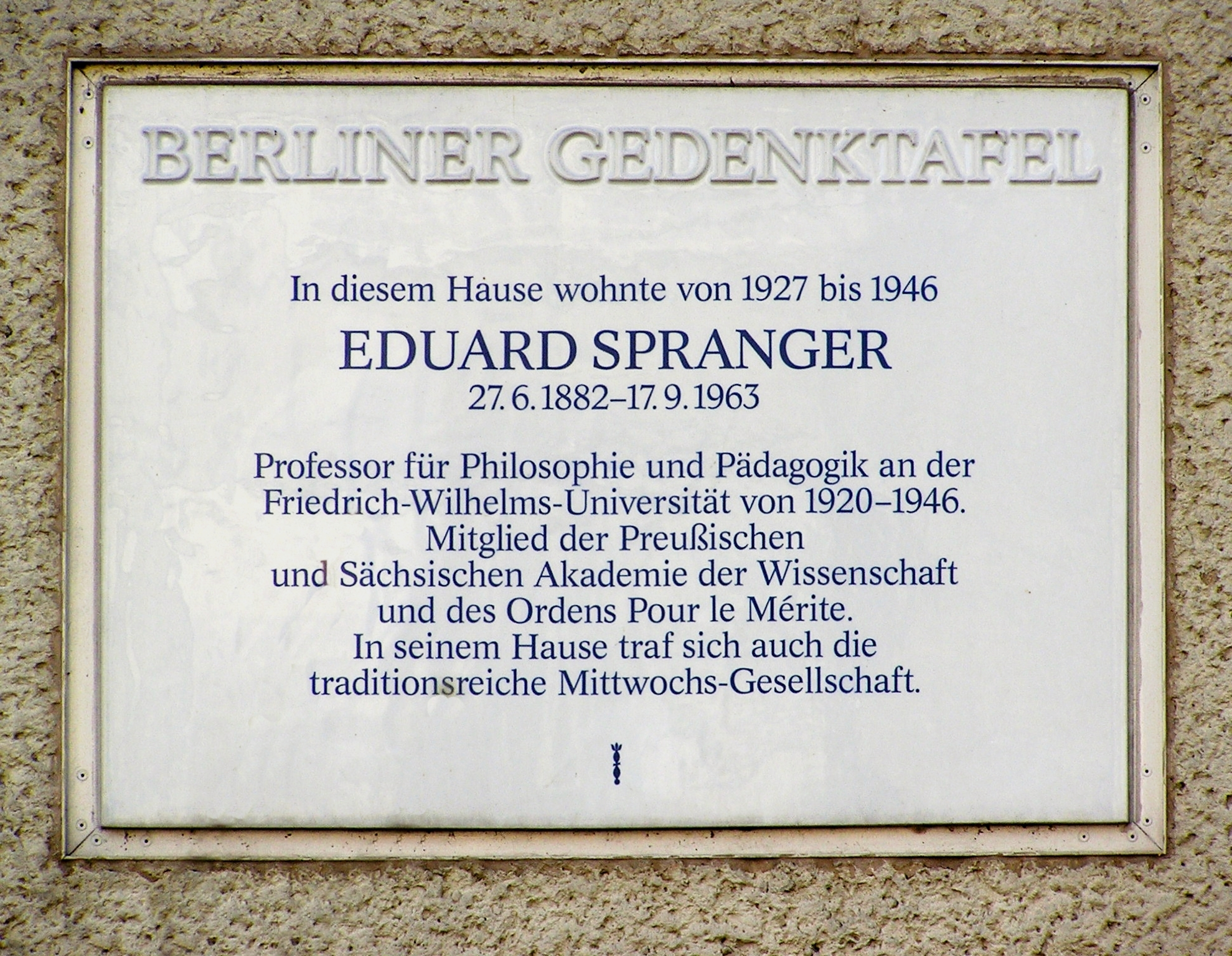
Placă memorială în onoarea lui Eduard Spranger la Berlin

Lucrând în domeniul umanist (umanismul idealist germane), el a avut realizări comparabile cu cele ale lui Dilthey, Pestalozzi și Goethe. El a subliniat rolul influențelor culturale în educație. În opinia sa, scopul educației a fost acela de a forma un tânăr, astfel încât să-și dezvolte interesele profesionale și caracterul moral.
El a fost autorul unei tipologii de personalitate care acopereau șase scopuri bazice de viață, în funcție de valorile importante pentru un anumit individ: economic, politic, social, religios, estetic și teoretic. Filosofia sa culturală a influențat psihologia dezvoltării și teoria educației.
A fost interesat, de asemenea, de educația profesională. El a promovat principiul celor trei niveluri de educație. Școala de primul nivel trebuia să ofere elevilor cunoștințe generale. Instituțiile de nivelul doi urmau să dezvolte interesele și capacitățile elevilor, în timp ce școlile de nivelul trei trebuiau să-i pregătească într-o profesie.

## Lucrări
Printre lucrările sale se numără următoarele:
- Wilhelm von Humboldt und die Humanitätsidee (1909).
- Kultur und Erziehung (1919).
- Lebensformen. Geisteswissenschaftliche Psychologie und Ethik der Persönlichkeit (1921).
- Psychologie des Jugendalters (1924).
- Volk, Staat und Erziehung (1932).
- Die Magie der Seele. Religionsphilosophische Vorspiele (1932).
- Zur Geschichte der deutschen Volksschule (1951).
- Kulturfragen der Gegenwart (1953).
- Menschenleben und Menschheitsfragen (1963).